# Ваш спеціальний кореспондент
«Ваш спеціальний кореспондент» — радянський художній фільм 1987 року, знятий на кіностудії «Молдова-фільм».

## Сюжет
Журналіст республіканської газети Браніште має намір написати нарис про голову передового колгоспу. Незабаром герой переконується в тому, що методи керівництва голови сумнівні. Незважаючи на тиск, Браніште все ж наважується опублікувати викривальну статтю…

## У ролях
- Андрій Мягков — Іон Михайлович Браніште, спеціальний кореспондент
- Клара Лучко — Маріанна Сергіївна Дреган
- Микола Олялін — Андрій Георгійович Регеліє, заступник редактора
- В'ячеслав Мадан — Міша Адам
- Анастасія Вознесенська — Олена Криган
- Віктор Чутак — Георгій Іванович
- Борис Зайденберг — Міхай Тимофійович Спину, секретар райкому
- Борис Бекет — Негаре, капітан міліції
- Раду Константин — Петре Войку, молодий журналіст
- Влад Друк — Антон Сирбу, голова сільради
- Юхим Лазарев — Якоб Вулпе, журналіст
- Михайло Мелешенко — Павло Петрович Браду, член ЦК
- Володимир Татосов — Бадя Самоїле
- Ірина Ракша — суддя
- Євгенія Тудорашку — Доріца
- Еміль Гажу — Еміл, зоотехнік
- Ніна Доні — жінка з квітами
- Юрій Крітенко — член редколегії
- Євген Капітонов — Троян, редактор

## Знімальна група
- Режисер — Микола Гібу
- Сценаристи — Валентин Єжов, Борис Клетинич
- Оператор — Павло Балан
- Художник — Аурелія Роман